# 新津勝資
新津 勝資（にいつ かつすけ）は、戦国時代から安土桃山時代にかけての武将。上杉氏の家臣。越後国新津城主。新津氏15代当主。上杉二十五将の一人。

## 生涯
新津氏は、金津氏の支流で、清和源氏平賀氏流の名門。『新津系図』では勝資は山吉政久の三男としているが、七男という説もある。何れにしろ、勝資は山吉氏の出身で、新津氏の養子となって家督を継いだものと思われる。
永禄4年（1561年）の第四次川中島の戦いでは本庄繁長や黒川清実ら揚北衆とともに遊軍として参陣している。
天正6年（1578年）に勃発した御館の乱における動向は不明だが、後述の活躍などから勝資は上杉景勝に属していたものと思われる。
天正10年（1582年）、織田信長による甲州征伐が始まると、勝資は竹俣房綱・水原満家・松本房景ら蒲原郡の諸将とともに援軍として信濃に派遣され、武田勝頼が天目山で自害した後も越後へ侵攻しようとする織田軍と交戦している。
天正14年（1586年）の新発田重家の乱では千坂景親とともに先陣を務め、翌天正15年（1587年）には景親とともに木場城を守備した。
その後、天正18年（1590年）の小田原征伐や文禄元年（1592年）の朝鮮出兵に従軍した。
文禄2年（1593年）、婿養子の秀祐に家督を譲り、慶長5年（1600年）8月4日に転封先の会津にて死去した。

## 逸話
- 新潟県新潟市秋葉区（旧新津市域）に伝わる「新津松坂流し」は勝資が広めたものと伝えられている[3]。
- 勝資が妾を愛したことにより嫉妬に狂った奥方が幼児を背負って城の近くの潟に身を投じて大蛇と化した。しかし勝資が聖徳太子が作ったとされる観音像を大蛇に目がけて投げつけたところ、大蛇は昇天した。その後観音像は行方不明となるが、正法寺の境内の梨の木の上に現れ、これを聞いた当時の藩主は寺を建てて祀った。これが現在の観音寺である。また、奥方母子が入水した潟は親子潟、大蛇が城まで泳いだ堀は蛇堀と呼ばれたが、現在は水田となっているため、その跡は残っていない[4][5]。